# 4973 Showa
4973 Showa (1990 FT) là một tiểu hành tinh nằm phía ngoài của vành đai chính được phát hiện ngày 18 tháng 3 năm 1990 bởi Kin Endate và Kazuro Watanabe và xuan ở Đài thiên văn Kitami.